# Podalonia occidentalis
Podalonia occidentalis är en biart som beskrevs av Murray 1940. Podalonia occidentalis ingår i släktet Podalonia och familjen grävsteklar. Inga underarter finns listade i Catalogue of Life.